# 演播时刻
《演播时刻》（英語：The Hour）是一部2011年英国广播公司电视剧，主题为BBC在1956年6月，正值第二次中东战争时期，播出的一档事实节目。编剧为Abi Morgan，主演为本·威士肖、多米尼克·韦斯特與蕾夢娜·葛瑞，配角包括Tim Pigott-Smith, Juliet Stevenson, Burn Gorman, Anton Lesser, Anna Chancellor, Julian Rhind-Tutt和Oona Chaplin。
从2011年7月19日开始的每个星期二晚上9点，本剧在英國廣播公司第二台和高清台播出。每集都长达60分钟。
第一季播出完后，BBC宣布将与美国部分联合制作第二季。

## 演員陣容
- 本·威士肖 飾演 弗雷德里克·“弗莱迪”·莱恩，記者、《焦點時刻》共同主持人
- 多米尼克·韦斯特 飾演 赫克托·麦登，《焦點時刻》共同主持人
- 蕾夢娜·葛瑞 飾演 贝尔·罗利，《焦點時刻》製作人